# Neivamyrmex planidorsus
Neivamyrmex planidorsus es una especie de hormiga guerrera del género Neivamyrmex, subfamilia Dorylinae. 

## Distribución
Esta especie se encuentra en Argentina, Brasil y Paraguay.